# Code 8 (film, 2016)
Pour les articles homonymes, voir Code 8.
Série
Code 8
(2019)
Pour plus de détails, voir Fiche technique et Distribution.
Code 8 est un court métrage d'action de science-fiction américano-canadien de Jeff Chan (en), sorti en 2016. Le film a été étendu à un projet de long métrage, également intitulé Code 8.

## Synopsis
Dans le futur, 4 % de la population de la terre ont développé des capacités spéciales, mais sont traités comme des parias et forcés par les circonstances à vivre dans la pauvreté. Le terme "spécial" était devenu péjoratif et ceux qui ont des capacités sont mal traités par ceux qui n'en ont pas. À Lincoln City, Connor Reed, un jeune homme doté de pouvoirs spéciaux, peine à trouver du travail comme journalier. Après une dispute à propos de lui et de son ami Freddie ayant perdu leur salaire après avoir terminé le travail, Connor se retrouve dans une confrontation avec le policier Alex Park et les nombreux drones robots autonomes qui soutiennent l'officier.

## Fiche technique
- Titre : Code 8
- Réalisation : Jeff Chan (en)
- Scénario : Jeff Chan (en), Chris Pare
- Musique : Ryan Taubert
- Société de production : YouTube
- Pays de production :  Canada,  États-Unis
- Genre : Court métrage
- Durée : 10 minutes
- Date de sortie : 22 mars 2016 (sur YouTube)

## Distribution
- Robbie Amell : Connor Reed
- Sung Kang : Alex Park, le policier
- Aaron Abrams : Freddie Berko
- Stephen Amell : Opérateur de drone
- Chad Donella : Dixon

## Production

### Histoire
Le 22 mars 2016, Robbie et Stephen Amell ont créé un court métrage de 10 minutes comme teaser pour un long métrage, également intitulé Code 8. Lors de la sortie du court métrage, ils ont simultanément lancé une campagne Indiegogo afin de financer le long métrage. Leur objectif étant de 200 000 $, le film a été financé en moins de 48 heures et a continué de croître, ayant dépassé 1 500 000 $ en un mois. Ils ont déclaré qu'en empruntant la voie du financement participatif, ils pouvaient garder le contrôle créatif pour eux-mêmes. Certains des avantages à faire un don à Code 8 comprenaient des copies numériques des deux versions du film, des produits exclusifs, la production de génériques et du temps de qualité avec les Amell. Le 9 avril 2016, Robbie Amell a taquiné dans une vidéo de questions-réponses sur Facebook que l'acteur Victor Garber avait exprimé son intérêt à rejoindre le film. Le 14 avril 2016, le réalisateur Jeff Chan (en) a publié un article sur le court métrage sur le site d'agrégation de médias sociaux et d'actualités Reddit , où il a également répondu aux questions d'un mini-AMA.

### Long métrage
En raison de conflits d'horaire, Stephen Amell n'a pas pu jouer dans le court métrage. Cependant, il a exprimé un drone de police (en). Il a confirmé qu'il jouerait dans le long métrage. Le court métrage a été autofinancé et a fait appel aux faveurs des amis et de la famille. La production a commencé le 1er juin 2017. Le film a été projeté au Festival international du film fantastique de Catalogne en octobre 2019.

## Réception
Gizmodo a écrit que « Le Mystérieux Film Code 8 Est Un Teaser De Financement Participatif Intrigant », et a fait l'éloge du film en l'écrivant « laisse définitivement le public vouloir voir ce qui se passera ensuite, et on dirait vraiment que c'est quelque chose que Neill Blomkamp aurait réalisé : des policiers robotiques, des thèmes politiques assez ouverts, etc. Nous sommes certainement intéressés de voir où cela nous mène.